# Коџалија
Коџалија (мкд. Коџалија) је насеље у Северној Македонији, у источном делу државе. Коџалија је насеље у оквиру општине Радовиште.

## Географија
Коџалија је смештена у источном делу Северне Македоније. Од најближег града, Радовишта, насеље је удаљено 10 km северно.
Насеље Коџалија се налази у историјској области Јуруклук. Насеље је положено на југозападним падинама планине Плачковице. Надморска висина насеља је приближно 860 метара. 
Месна клима је планинска због знатне надморске висине.

## Становништво
Коџалија је према последњем попису из 2002. године имала 478 становника.
Већинско становништво у насељу су етнички Турци (100%).
Претежна вероисповест месног становништва је ислам.